# Biophiliahypotesen
Biophiliahypotesen föreslår att det finns ett instinktivt band mellan människan och andra levande system. De som berövas kontakt med naturen lider av det psykiskt och detta bristtillstånd leder till mätbar nedsättning av välbefinnandet.
Edward O. Wilson introducerade och populariserade hypotesen i sin bok Biophilia (1984).
Hypotesen har sedan dess utvecklats som en del av teorierna om evolutionär psykologi, bland annat i Stephen R. Kellerts bok The Biophillia Hypothesis (1993).